# Modugno
Pour les articles homonymes, voir Modugno (homonymie).
Modugno est une ville italienne de la ville métropolitaine de Bari dans la région des Pouilles.

## Administration
| Période                                  | Période  | Identité       | Étiquette                                             | Qualité   |
| ---------------------------------------- | -------- | -------------- | ----------------------------------------------------- | --------- |
| 16 Juin 2015                             | en cours | Nicola Magrone | Lista Movimento Italia Giusta secondo la Costituzione | Magistrat |
| Les données manquantes sont à compléter. |          |                |                                                       |           |

### Communes limitrophes
Bari, Bitetto, Bitonto, Bitritto